# Rolando Panchana
Rolando José Panchana Farra (Guayaquil, 11 de septiembre de 1967) es un periodista y político ecuatoriano. Fue presentador del programa De la vida real de Ecuavisa y asambleísta por Guayas. Ocupó el cargo de gobernador del Guayas hasta el 21 de mayo de 2015, tras lo cual renunció; fue reemplazado por Julio César Quiñonez.

## Biografía
Nació el 11 de septiembre de 1967 en Guayaquil. Estudió en el Colegio San José La Salle donde fue compañero del presidente Rafael Correa y de Juan Carlos Cassinelli, también estudiaron en la Universidad Católica Santiago de Guayaquil donde en ocasiones presidieron la Federación de Estudiantes. Solo estudió hasta quinto año de la carrera de Derecho en dicha universidad, donde obtuvo el título académico de licenciado en Ciencias Sociales y Políticas. No llegó nunca a obtener el título de abogado 
En 1990 ingresó a Ecuavisa por recomendación de una alta autoridad de la universidad donde estudió. En dicho canal tuvo de jefe a Juan Carlos Toledo y obtuvo su primer reportaje en Telemundo luego que Alberto Borges lo llamara para cubrir la nota periodística. Fue parte de un programa de denuncias llamado Dentro y fuera, en el cual ganó el premio Símbolos de Libertad por el reportaje de la muerte de Consuelo Benavides en 1994 y en 1995 dejó Ecuavisa.

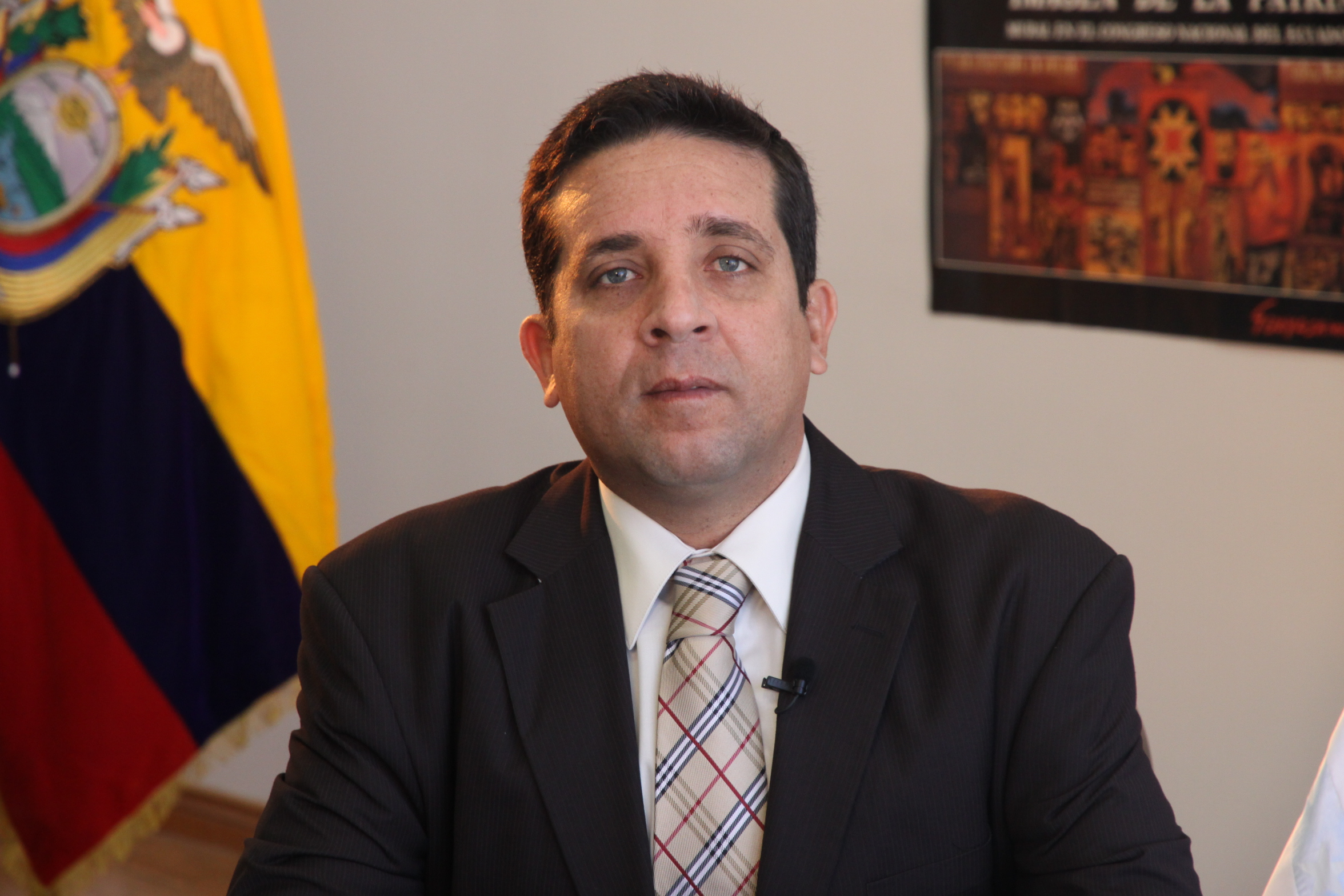
Rolando Panchana como Vicepresidente de la Asamblea Nacional, en 2010.

Luego de dejar el canal, ocupó el cargo de subdirector nacional de noticias de Gamavisión y fue parte de un grupo de periodistas junto a Carlos Vera. Junto al grupo formaron parte del programa electoral Máximo nivel de TC Televisión en 1996.
Poco después regresó a Ecuavisa, donde condujo un programa periodístico dramatizado llamado De la vida real del cual fue el creador, donde se mantuvo hasta 2005. Gracias a este programa fue parodiado por el cómico David Reinoso como Rolindo, con el cual llegó a ser más conocido él junto al programa.
En 2006 ocupó el cargo de director regional de noticias de Gamavisión hasta 2007.
Desde 2007 hasta 2008 fue asambleísta por la provincia del Guayas en la Asamblea Constituyente, de 2008 a 2009 en la Comisión Legislativa y de Fiscalización y de 2009 hasta 2013 en la Asamblea Nacional. El 30 de julio de 2009 fue nombrado segundo vicepresidente de la Asamblea Nacional.
En 2013 volvió a la televisión, en un programa de investigación en TC Televisión. El 21 de noviembre de 2013, asumió el cargo de gobernador del Guayas en reemplazo de Viviana Bonilla, la cual renunció para ser candidata a la alcaldía de Guayaquil para las elecciones municipales de Guayaquil de 2014. En agosto de 2020 la Fiscalía inició investigaciones tras el análisis de 52 contratos que otorgó sin concurso previo, con graves indicios de responsabilidad, mientras desempeñó el cargo de gobernador. Algunos  informes de Contraloría, detectaron irregularidades en la adjudicación.